# Cyllopoda angusta
Cyllopoda angusta är en fjärilsart som beskrevs av W. Warren 1897. Cyllopoda angusta ingår i släktet Cyllopoda och familjen mätare. Inga underarter finns listade i Catalogue of Life.